# 烏菲塔河
41°08′12″N 14°55′26″E / 41.13674°N 14.92384°E

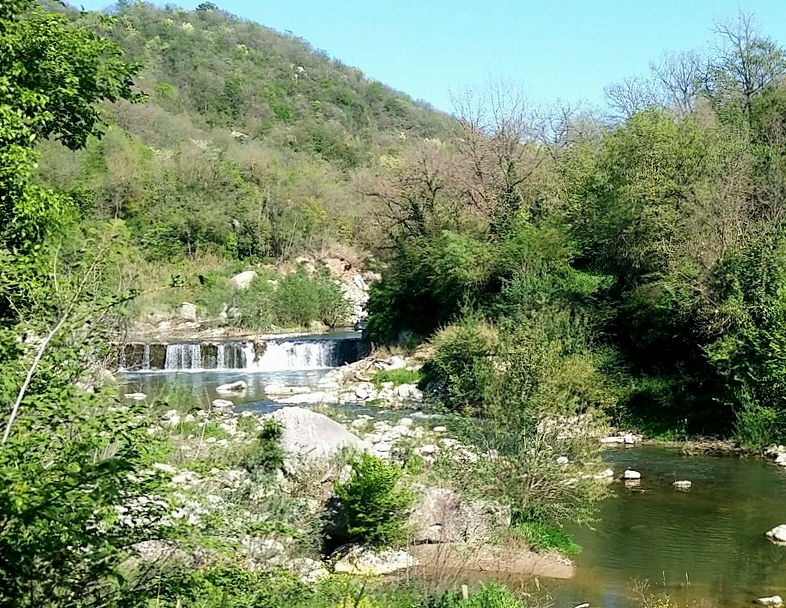

烏菲塔河是意大利的河流，位於該國南部，屬於卡洛雷伊爾皮諾河的支流，河道全長49公里，流域面積479平方公里，發源自羅托夫雷諾，河口處在聖阿爾坎傑洛特里蒙泰。